# Урочище Вільхове
Урочище Вільхове — ботанічна пам'ятка природи місцевого значення. Об'єкт розташований на території Маньківського району Черкаської області, в адміністративних межах Потаської сільської ради.
Площа — 5 га, статус отриманий у 2013 році.